# 西金澤站
西金澤站（日语：／ Nishi-Kanazawa eki */?）是位於石川縣金澤市西金澤1丁目，IR石川鐵道（JR西日本）的IR石川鐵道線車站。在1990年代尾前，車站內設有Kiosk和車站蕎麥麵，截至2019年，車站沒有附帶商業設施。
另外，在車站東邊鄰接北陸鐵道石川線新西金澤站（日语：／）。

## IR石川鐵道 西金澤站

### 歷史
- 1912年（大正元年）8月1日 - 國鐵北陸本線松任站至金澤站之間，在石川郡押野村（日语：押野村）開設野野市站（為一般車站）。
- 1925年（大正14年）10月1日 - 車站改名為西金澤站。
- 1956年（昭和31年）1月1日 - 押野村（日语：押野村）編入至金澤市，此站位於金澤市內。
- 1961年（昭和36年）4月 - 車站大樓重建。
- 1984年（昭和59年）2月1日 - 終止貨物起卸業務（為旅客車站）。
  - 在廢止前，車站附近設有加賀製紙工場、日本煙草產業金澤工廠（2009年3月尾關閉）和羽二重豆腐工場的專用線。設有貨物輸送至以上三間工廠。另外，此站設有側線和小規模的貨物月台，以用作起卸貨物之用。貨物月台上設有鏟車。
- 1985年（昭和60年）3月14日 - 終止行李起卸業務。
- 1987年（昭和62年）4月1日 - 伴隨國鐵分割民營化，車站由西日本旅客鐵道（JR西日本）營運。
- 2011年（平成23年）10月2日 - 建設中的跨站式站房與東西閘外通道完工並開始使用[2]。實際上此站加設西出口，從此車站只有一個出入口（即現時的東出口）。同時，由金澤市管理的西出口停泊單車場同日啟用。
- 2017年（平成29年）4月15日 - 此站可以使用ICOCA[3][4]。
- 2024年（令和6年）3月16日 - 隨北陸新幹線延伸至敦賀，車站改由IR石川鐵道營運。

### 車站構造
車站是一座地面車站，設有1面2線的島式月台。此站設有跨站式站房。曾經車站大樓位於地面，並設有數條側線。在2011年改建為跨站式站房，同時留下2條留置線，其他均撒走。部分已廢止的側線現時成為維修路軌訓練設施地點，該處設有架空電纜，但是沒有被供電。其餘側線用地成為跨線橋和東西閘外通道用地，因此雖然車站較小規模（1面2線島式月台），但是跨線橋卻較長。
北陸鐵道石川線曾經設有路軌連接JR路軌，但是不經常使用，只會在運送北陸鐵道車輛時，才經JR線進入北陸鐵道線。後來連接路段之用地用作建設北陸新幹線的高架橋橋腳，現時在橋腳下成為了停車場。

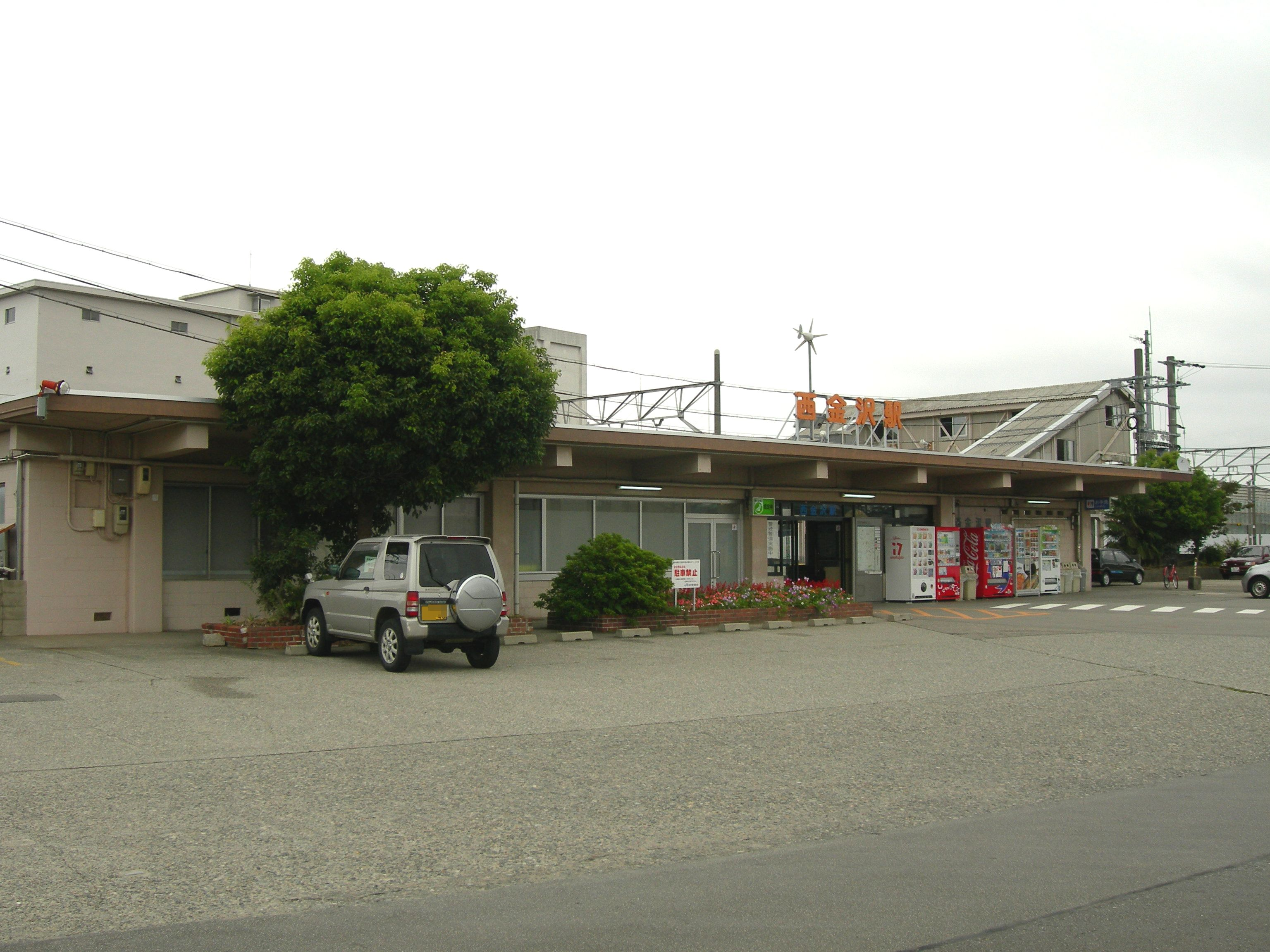
舊車站大樓正面（2009年8月）。位於車站正面，即現時為東出口。
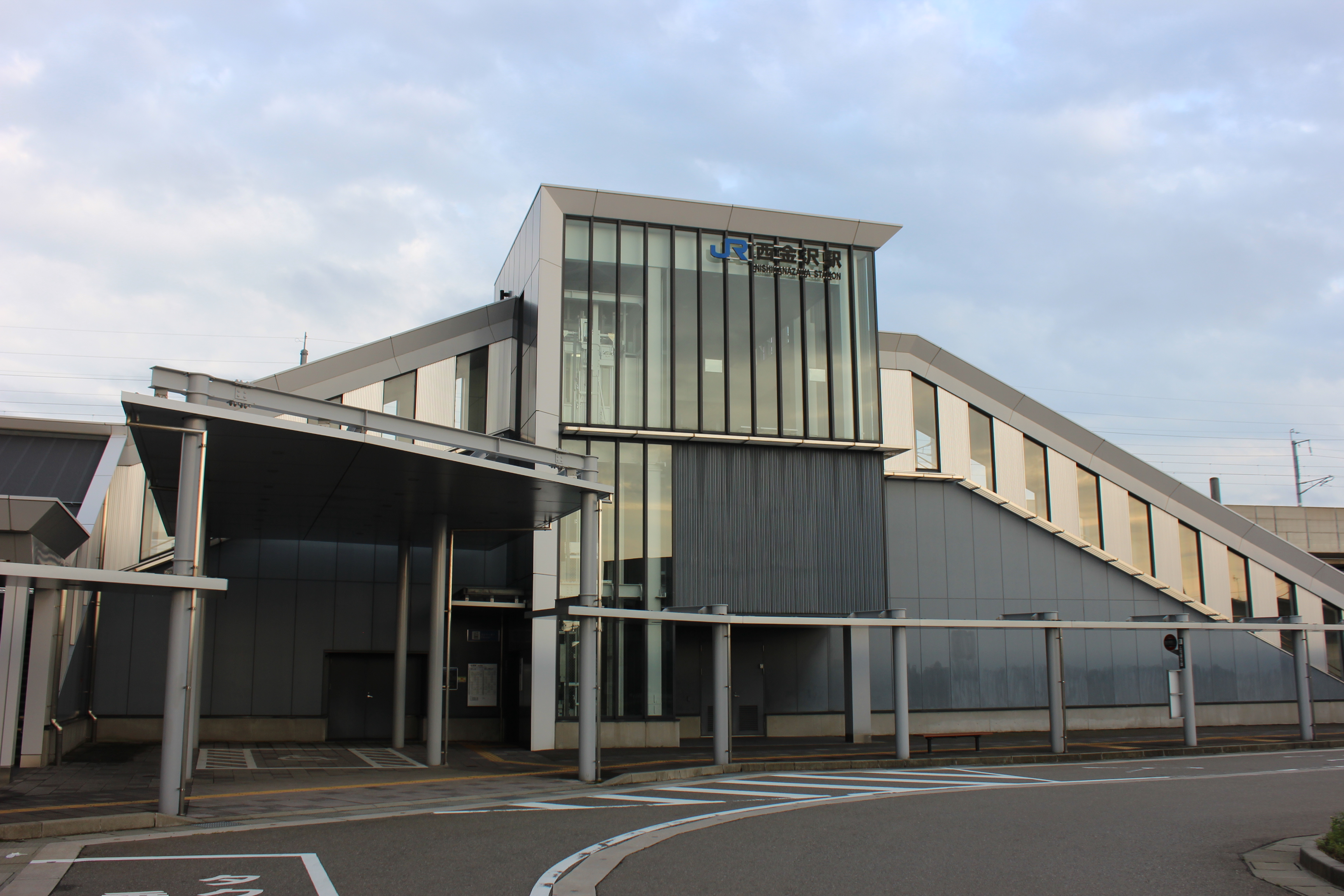
西出口（2020年7月）

### 月台
| 月台 | 路線          | 上下行 | 方向           |
| ---- | ------------- | ------ | -------------- |
| 1    | ■IR石川鐵道線 | 上行   | 小松、福井方向 |
| 2    | ■IR石川鐵道線 | 下行   | 金澤方向       |

- 接近警告機會播放音樂，1號月台會播放「村之鍛冶屋（日语：村の鍛冶屋）」，2號月台會播放「安妮·勞瑞（日语：アニーローリー）」。

## 北陸鐵道 新西金澤站

### 車站構造
車站是一座地面車站，設有1面2線的島式月台。車站大樓與月台之間設有站內平交道連接。車站編號為I03。
此站可進行列車交會。在現行時間表（2006年12月1日修正）中，於站進行列車交會只有平日早上上下行各7班，以及平日黃昏上下行各3班，在其實時段和假日整日都在鶴來站和額住宅前站進行列車交會。
曾經此站為石川線的核心車站，設有車輛維修工場和車廠。在工場、車廠遷移後，此站剩下2條停泊車輛用的留置線。距離此站2個車站的野町站中，只讓旅客車輛停泊，因此新西金澤的留置線會停泊貨物用電力機車、除雪用車輛、以及準備退役的車輛。

### 月台
島式月台1座，站房與月台之間會跨過上行線的軌道，為全無障礙通道。
| 月台 | 路線    | 上下行 | 方向     | 備註                             |
| ---- | ------- | ------ | -------- | -------------------------------- |
| 北側 | ■石川線 | 上行   | 野町方向 | 靠近車站大樓和JR西金澤站車站大樓 |
| 西側 | ■石川線 | 下行   | 鶴來方向 |                                  |

### 歷史
- 1915年6月22日：石川鐵道新野野市站啟用。
- 1923年5月1日：金澤電氣軌道收購石川鐵道，成為金澤電氣軌道車站。
- 1926年2月10日：車站改名為新西金澤站[6]。
- 1943年10月13日：公司合併，北陸鐵道成立，成為北陸鐵道車站。

## 使用狀況
- JR西日本 - 在2018年度，1日平均乘車人次為2,992人[7]。
- 北陸鐵道 - 在2017年度，1日平均上下車人次為1,107人。

根據「石川縣統計書」和「金澤市統計書」，以下列出近年JR西日本車站1日平均乘車人次：
| 年度               | 1日平均 乘車人次 |
| ------------------ | ---------------- |
| 1996年（平成08年） | 2,686            |
| 1997年（平成09年） | 2,660            |
| 1998年（平成10年） | 2,565            |
| 1999年（平成11年） | 2,473            |
| 2000年（平成12年） | 2,279            |
| 2001年（平成13年） | 2,192            |
| 2002年（平成14年） | 2,221            |
| 2003年（平成15年） | 2,223            |
| 2004年（平成16年） | 2,253            |
| 2005年（平成17年） | 2,222            |
| 2006年（平成18年） | 2,182            |
| 2007年（平成19年） | 2,193            |
| 2008年（平成20年） | 2,253            |
| 2009年（平成21年） | 2,170            |
| 2010年（平成22年） | 2,270            |
| 2011年（平成23年） | 2,338            |
| 2012年（平成24年） | 2,398            |
| 2013年（平成25年） | 2,458            |
| 2014年（平成26年） | 2,334            |
| 2015年（平成27年） | 2,628            |
| 2016年（平成28年） | 2,777            |
| 2017年（平成29年） | 2,910            |
| 2018年（平成30年） | 2,992            |

以下列出近年北陸鐵道車站1日平均上下車人次：
| 1日上下車人次變化 | 1日上下車人次變化 |
| 年度              | 1日平均人數       |
| ----------------- | ----------------- |
| 2006年            | 914               |
| 2007年            |                   |
| 2008年            |                   |
| 2009年            |                   |
| 2010年            |                   |
| 2011年            | 948               |
| 2012年            | 935               |
| 2013年            | 973               |
| 2014年            | 889               |
| 2015年            | 960               |
| 2016年            | 1,066             |
| 2017年            | 1,107             |

## 車站周邊
JR車站名稱不是按傳統取自該地區的名稱，而是取自都市名稱加上方位，後來地名才改為「西金澤」。地區通稱西金，附近的巴士站命名為「西金○丁目」，而JR車站的地址為西金澤1丁目1番地。
JR西金澤站東出口前設有石川縣道195號倉部金澤線，在道路沿線設有小規模商店街，名為「西金Priness Road商店街」。在該處設有金融機構和便利店等。另外，在JR西金澤站東出口附近設有（北陸鐵道新西金澤站附近）加賀製紙和金澤製粉；在JR西金澤站西出口附近設有出產凍豆腐至全國的羽二重豆腐總部暨工場。
在東出口前和西出口迴旋路均設有的士站。
公共設施
- 金澤市健民孢子廣場（縣内唯一溜冰場）

商店（JR西金澤站東出口附近）
- 北國銀行（日语：北國銀行） 西金澤分店
- 北陸銀行 新神田分店西金澤出張所
- 大和運輸 西金澤宅急便中心
- 西金澤站前郵局

## 巴士路線
在東出口石川線平交道附近設有北鐵金澤巴士西金澤線和鳴和增泉線「西金澤」巴士站。
另外，在車站西廣場設有北鐵金澤巴士{上荒屋線「西金澤站西口」巴士站。

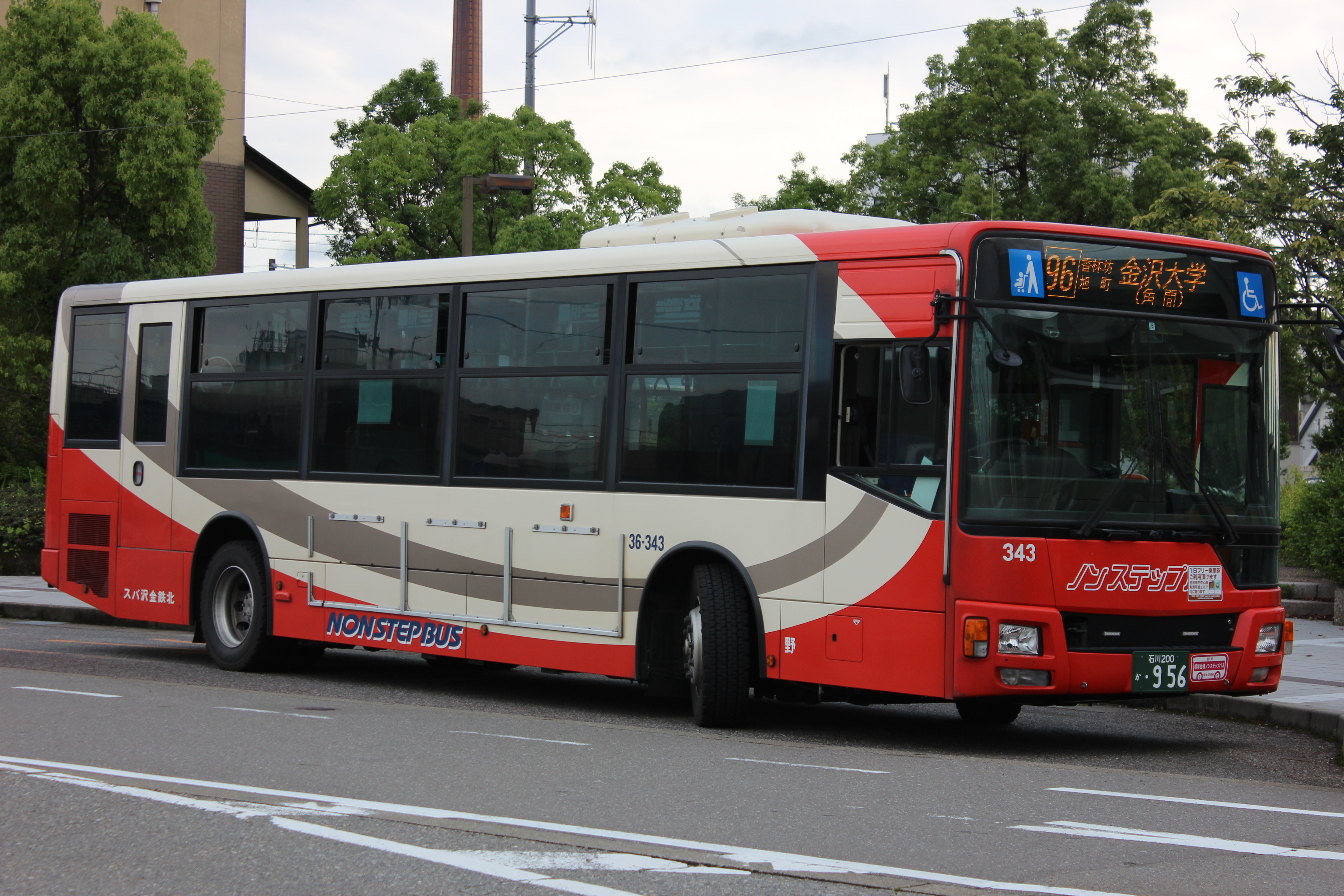
北鐵金澤巴士前往金澤大學的巴士。
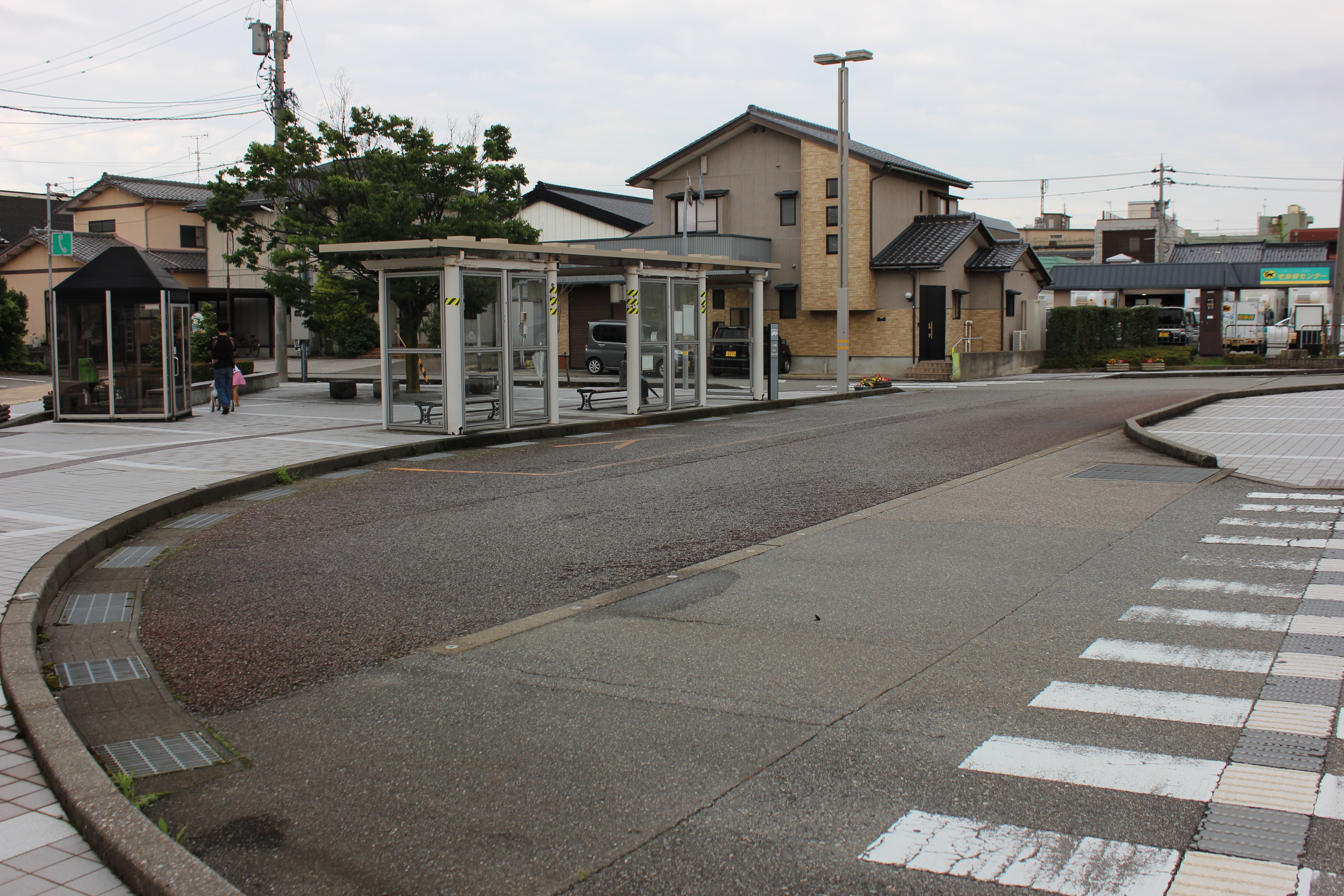
東出口的巴士站。

## 相鄰車站
IR石川鐵道線
■IR石川鐵道線
野野市－西金澤－金澤
北陸鐵道
■石川線
西泉（I02）－新西金澤（I03）－押野（I04）

## 註腳
1. ↑  西金沢駅 JRおでかけネット 西日本旅客鉄道 （页面存档备份，存于）（日語）
2. ↑  北陸本線西金沢駅橋上駅舎の供用開始についてPDF（日語） - 金澤多好（金澤市官方網站）
3. ↑   (PDF) (新闻稿). 西日本旅客鉄道／IRいしかわ鉄道／あいの風とやま鉄道. 2017-01-31  [2020-02-01]. （原始内容存档 (PDF)于2019-05-25） （日语）.
4. ↑   (PDF) (新闻稿). あいの風とやま鉄道. 2017-01-31  [2020-02-01]. （原始内容存档 (PDF)于2019-05-25） （日语）.
5. ↑  いつもNAVI（日語）
6. ↑  「地方鉄道駅名改称」『官報』1926年3月5日（國立國會圖書館數碼化資料）
7. ↑   (PDF). 石川縣: 106.   [2020-04-10]. （原始内容存档 (PDF)于2020-10-17） （日语）.
8. ↑  8.運輸・通信 （页面存档备份，存于）（日語） - 金澤市統計書
9. ↑  国土数値情報(駅別乗降客数データ)2011-2015年 （页面存档备份，存于） - 国土交通省、国土数値情報(駅別乗降客数データ)2017年 （页面存档备份，存于）（日語） - 國土交通省 、2020年8月10日參閲
10. ↑  西金沢駅 JRおでかけネット 西日本旅客鐵道 （页面存档备份，存于）（日語）

## 外部連結
- 西金澤站 - IR石川鐵道 （页面存档备份，存于）（日語）
- 新西金澤（日語） - 北陸鐵道
- 西金澤站周邊工程 （页面存档备份，存于）（日語） - 金澤市